# George William Hart
George William Hart (1955) é um geômetra estadunidense, que se expressa artística e academicamente. É professor pesquisador interdepartamental da State University of New York em Stony Brook.
Seu trabalho artístico inclui esculturas, imagens de computador, brinquedos e quebra-cabeças. Suas esculturas foram apresentadas em artigos do The New York Times, Games World of Puzzles, Science News, Science, Tiede (em finlandês), Ars et Mathesis (em holandês), Nauka i Zhizn (em russo) e outras publicações em todo o mundo.

## Publicações
- Multidimensional Analysis: Algebras and Systems for Science and Engineering, 1995, ISBN 978-0-387-94417-3
- Zome Geometry - Hands-on Learning with Zome Models, 2001, ISBN 978-1-55953-385-0

## Galeria

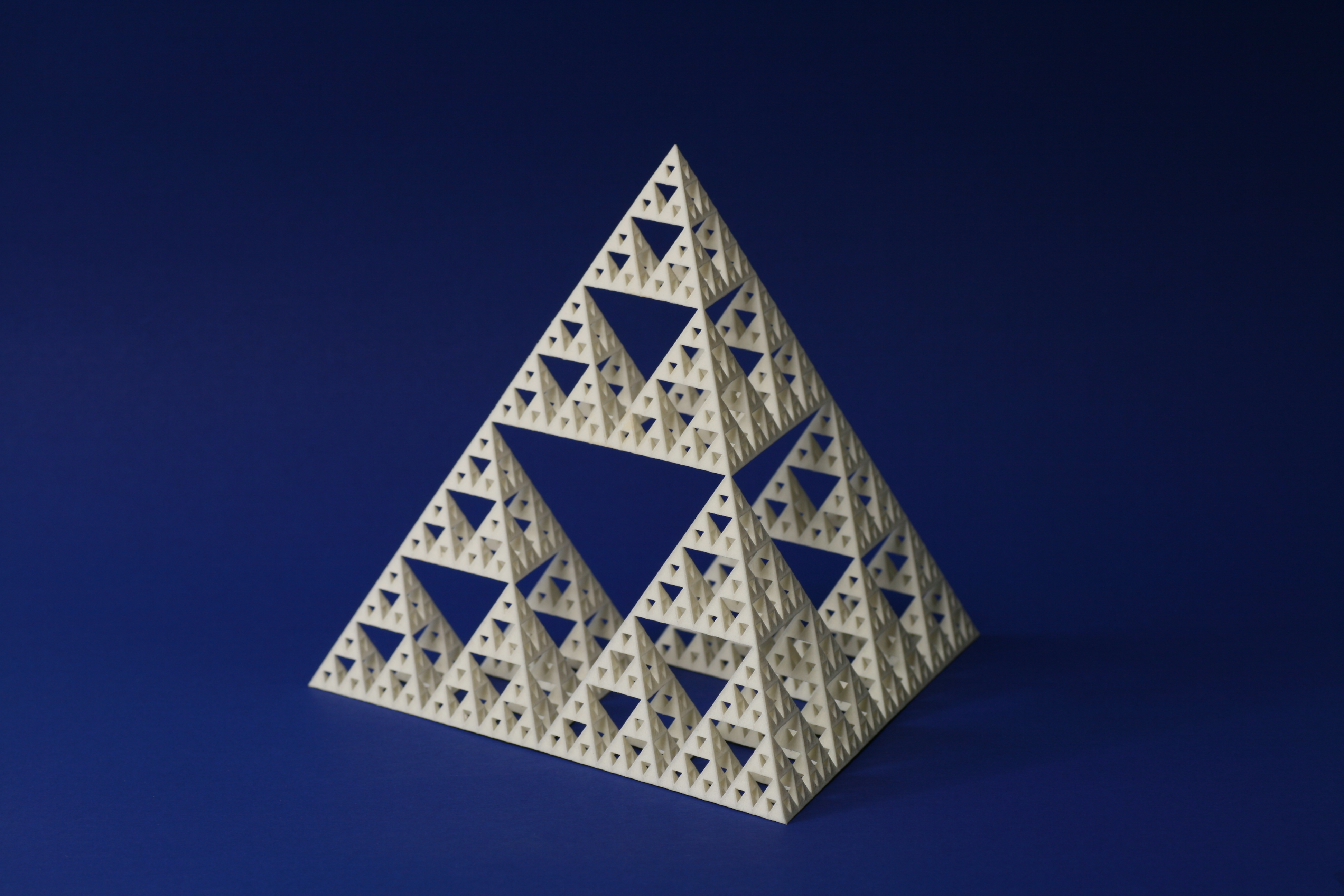
Impressão 3D de um tetraedro de Sierpinski, feito de nylon (polaamida) por G.W. Hart
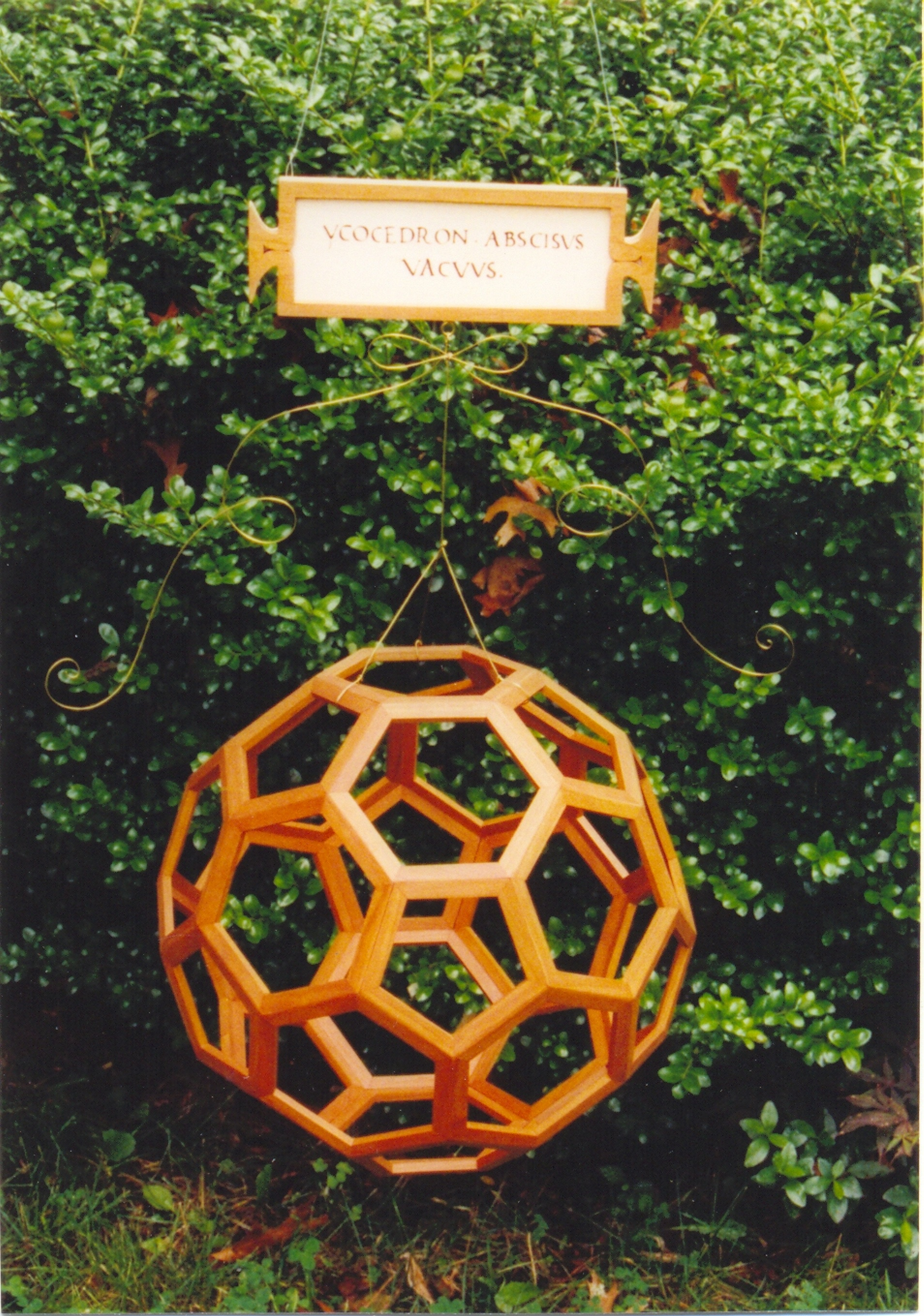
Icosaedro truncado (ou forma de bola de futebol), cereja, ca. de 14 polegadas de diâmetro, por G.W. Hart
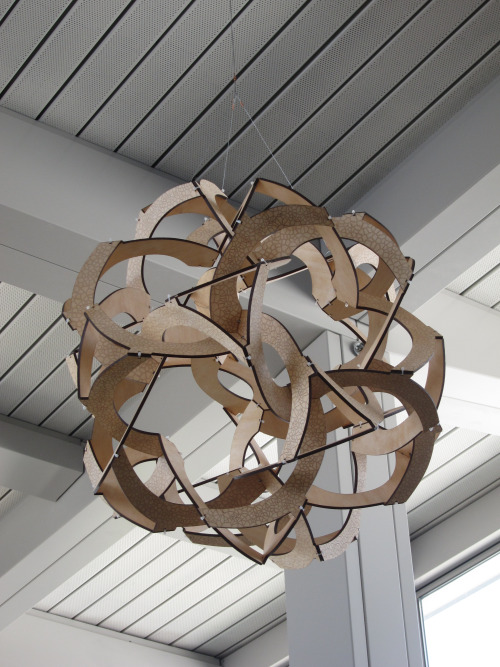
Instalação de madeira suspensa no edifício Barus-Holley na Universidade Brown em Providence, Rhode Island.